# Ravenna (Ohio)
Ravenna is een plaats (city) in de Amerikaanse staat Ohio, en valt bestuurlijk gezien onder Portage County.

## Demografie
Bij de volkstelling in 2000 werd het aantal inwoners vastgesteld op 11.771.
In 2006 is het aantal inwoners door het United States Census Bureau geschat op 11.422, een daling van 349 (-3,0%).

## Geografie
Volgens het United States Census Bureau beslaat de plaats een oppervlakte van
13,9 km², geheel bestaande uit land. Ravenna ligt op ongeveer 380 m boven zeeniveau.

## Plaatsen in de nabije omgeving
De onderstaande figuur toont nabijgelegen plaatsen in een straal van 16 km rond Ravenna.

## Geboren
- William Day (1849-1923), rechter, diplomaat en minister van Buitenlandse Zaken

- Maynard James Keenan (1964), rockzanger, componist